# NGC 5082
NGC 5082 (również PGC 46566) – galaktyka soczewkowata (SB0), znajdująca się w gwiazdozbiorze Centaura. Odkrył ją John Herschel 3 czerwca 1834 roku.
W galaktyce tej odkryto supernową SN 1958F.